# Ninox rufa
El nínox rojizo (Ninox rufa) es una especie de ave estrigiforme de la familia Strigidae que habita en Nueva Guinea y el norte de Australia y algunas islas menores aledañas. Este búho fue descrito en 1846 por el ornitólogo inglés John Gould. Su nombre común hace referencia al color pardo rojizo de las plumas de los adultos.
El nínox rojizo es un búho de gran tamaño que pesa entre los 700 y 1700 g dependiendo del sexo y edad. Es solo ligeramente más pequeño que el búho más grande de Australia en nínox robusto (Ninox strenua), que suele pesar entre 1050 y 1700 g. El nínox rojizo es un depredador generalista nocturno que suele actuar en solitario. 

## Descripción

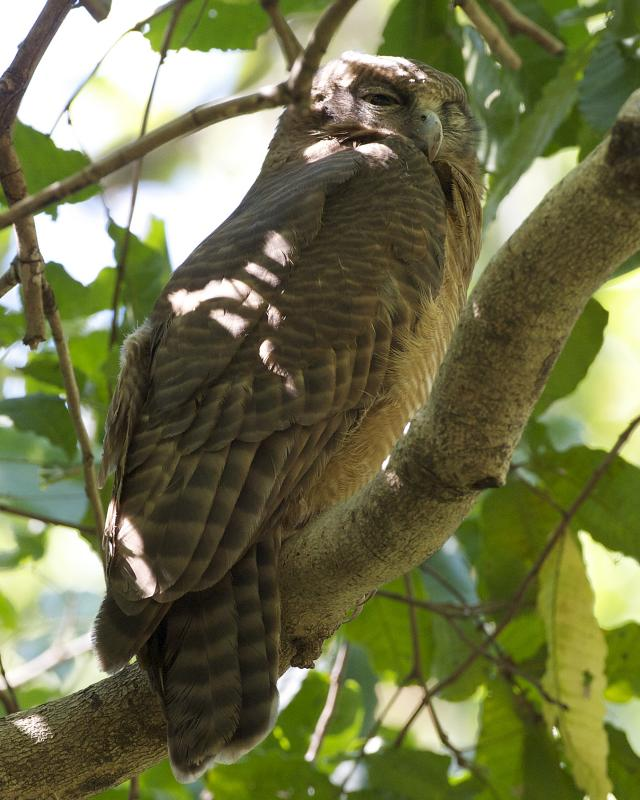
Ejemplar descansando por el día.

El nínox rojizo mide entre 46 y 57 cm de largo, con una envergadura alar de entre 100 y 120 cm. Las hembras son algo menores ya que suelen pesar entre 700-1050 g, mientras que los machos suelen pesar entre los 1050-1300 g. Ambos sexos tienen una cabeza relativamente pequeña en relación con su cuerpo y cola para un búho, pero los machos la tienen más aplanada y ancha que las hembras. La frente, el cuello y las partes superiores de los adultos son de color castaño rojizo con listado de color marrón. Su rostro de color pardo y el frontal de su cuello, pecho y resto de partes inferiores están listadas en canela rojizo y crema. Su pico ganchudo es de color gris claro y está rodeado por cerdas negras en su base. Sus ojos son amarillos.
Sus polluelos miden al nacer generalmente entre 49 y 54 mm y están cubiertos de plumón blanco.

## Taxonomía
Se reconocen cinco subespecies que difieren ligeramente en tamaño y color:
- Ninox rufa rufa (Gould, 1846)
- Ninox rufa aruensis (Schlegal, 1866)
- Ninox rufa humeralis (Bonaparte, 1850)
- Ninox rufa meesi (I.J. Mason & Schodde, 1980)
- Ninox rufa queenslandica (Matthews, 1911).

## Distribución y hábitat

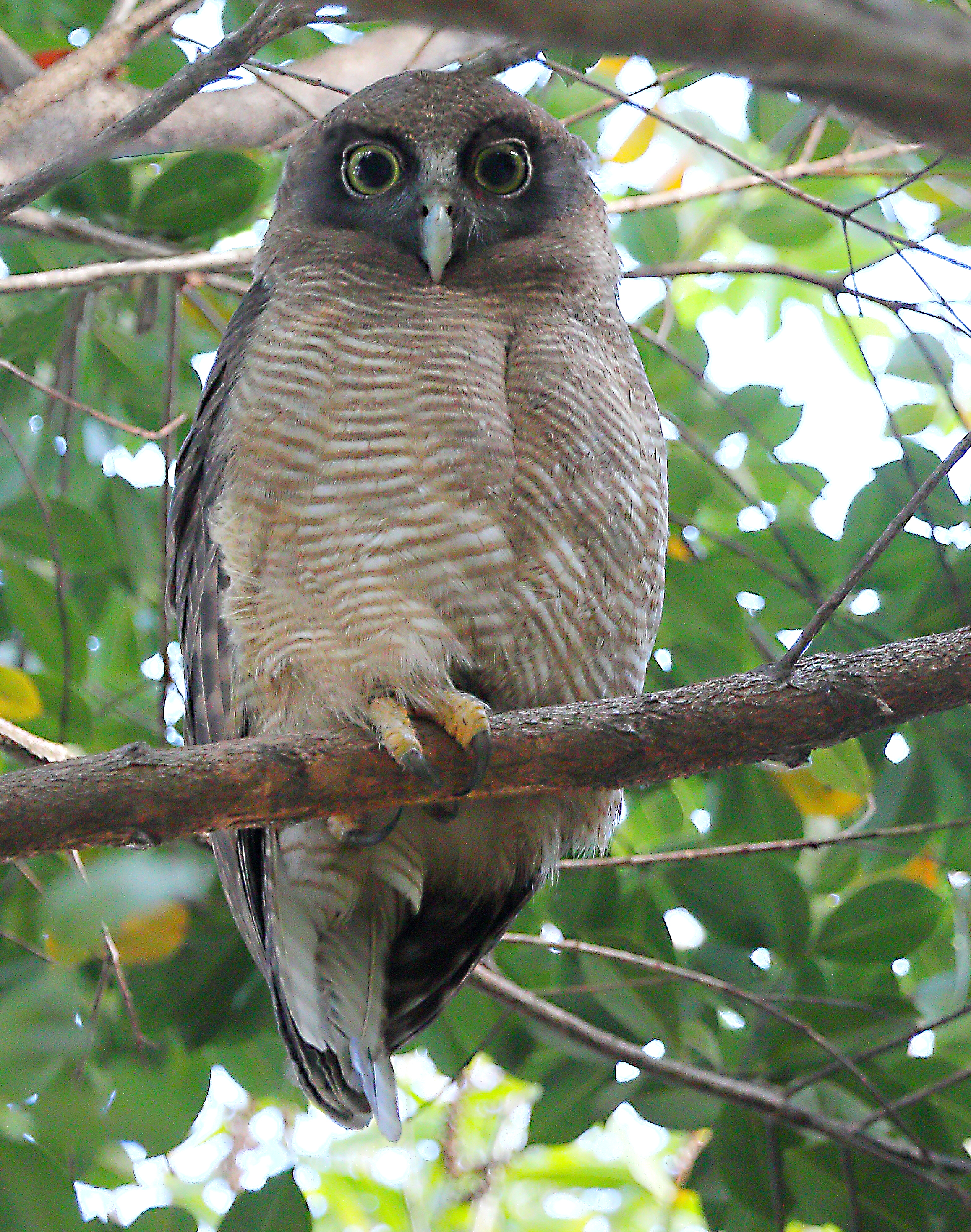
Búho rufo macho (Ninox rufa) en Cairns, Queensland, Australia.

El nínox rojizo tiene una distribución bastante amplia. Es nativo de Nueva Guinea, el norte de Australia y algunas islas menores de Indonesia como la islas Aru y Waigeo. En Australia se encuentra en la Tierra de Arnhem, el norte de los Kimberleys, y el este de la península del Cabo York, y el distrito Mackay al este de Queensland. Es el único búho exclusivamente tropical de Australia. No se ha estimado la población global de Ninox rufa, pero se considera una especie entre poco frecuente y rara.
Este búho habita en ecosistemas terrestres. Se encuentra principalmente en las selvas húmedas y los márgenes de estas.  Además puede vivir en otro tipo de bosques como las sabanas húmedas y los humedales isleños.

## Comportamiento
Los nínox rojizos se caracterizan por comportamiento tímido y evasivo pero que puede convertirse en agresivo si se sienten amenazados. Son casi exclusivamente nocturnos y se quedan en su nido o descansando en una rama durante el día. Generalmente no suelen emitir llamadas, salvo en su estación de cría. Durante este periodo los machos y las hembras se comunican unos con otros mediante varios tipos de llamadas y gritos. Las llamadas de las hembras son más agudas que las de los machos.

### Alimentación
El nínox rojizo se alimenta cazando una amplia variedad de presas. Su dieta es extremadamente diversa y puede incluir desde pequeños pájaros e insectos hasta mamíferos como los zorros voladores. Entre los mamíferos los tamaños de sus presas oscila entre pequeños roedores de 5 a 15 g hasta grandes marsupiales arborícolas como el pósum cola de cepillo norteño (de 1100 a 2000 g). Generalmente el nínox rojizo caza a los ejemplares jóvenes de estas especies más grandes. Entre los mamíferos que se ha documentado su caza por parte del nínox rojizo se encuentran: Pteropus scapulatus, Pteropus alecto, Phascogale tapoatafa, Trichosurus arnhemensis, Petaurus breviceps, Mesembriomys gouldii, Conilurus penicillatus, Isoodon macrourus, Rattus tunneyi, Rattus colletti, entre otros. Además atrapan aves de tamaño considerable como el talégalo de Reinwardt y el loro eclecto.
La elección de sus presas varía estacionalmente en Australia. Por ejemplo cuando la vegetación es más densa durante la estación húmeda, estos búhos al parecer se alimentan con más frecuencia de aves que de los mamíferos que deambulan por el suelo. La selección de presas también está marcada en gran medida por la disponibilidad de las distintas especies según la estación. Se ha observado que los nínox rojizos utilizan distintas técnicas de caza como el acecho desde un posadero, atrapar presas de entre las ramas mientras vuelan, perseguirlas en vuelo o lanzarse en picado desde el aire hacia las presas situadas en el suelo o el agua.

### Reproducción
La época de cría del nínox rojizo es entre junio y septiembre, dependiendo del calor de su hábitat. Al inicio el  macho emite llamadas dobles para atraer a una hembra, que le devolverá llamadas mientras vuela hacia él. Suelen situar su nido entre las ramas y los troncos de los árboles, a una altura de hasta 30 m. El macho elige la ubicación del nido donde la hembra pondrá uno o dos huevos. La incubación dura 37 días. Los polluelos dependen de sus padres durante varios meses, a menudo hasta la siguiente época de cría. Tanto los adultos tanto machos como hembras defienden su nido agresivamente de cualquier intruso o depredador mientras permanezcan los pollos en su interior.

## Estado de conservación
Según la Lista Roja de la UICN, Ninox rufa está clasificado como especie bajo preocupación menor. Aunque su población se está reduciendo, su tasa de declive no se considera lo suficientemente rápida para considerarla una especie vulnerable, es decir su declive es menor de 30 % en los diez últimos años o en tres generaciones. Como otras muchas aves se ve amenazado por la caza, la deforestación y los incendios durante la estación seca.